# Johannes Duns Scotus
Johannes Duns Scotus (Duns (Schotland), 1266 – Keulen, 8 november 1308) was een franciscaanse theoloog en filosoof. Duns ging in op de uitdaging die het opkomende aristotelisme vormde voor de christelijke geloofsleer. Hij kwam tot één samenhangend theologisch ontwerp. Hij wordt beschouwd als een belangrijk wegbereider van het nominalisme, al heeft zijn filosofie nog duidelijk realistische trekken. Hij rust in een sarcofaag in de Minorietenkerk te Keulen. Hij werd zalig verklaard in 1993.

## Leven
Duns werd waarschijnlijk in de winter van 1266 geboren in het zuiden van Schotland. Rond 1279 werd Duns opgenomen in het franciscaanse convent van Dumfries. Op 17 maart 1291 (25-jarige leeftijd) werd hij tot priester gewijd. Na een achtjarige studie van de onderbouw van de artes, studeerde hij theologie te Oxford. In 1297 begon Duns aan zijn 'baccalaureus', dat vier jaar duurde.
Dit 'baccalaureaat' hield in dat Duns zich het eerste jaar moest voorbereiden om tijdens het tweede jaar les te geven over de Sententiae van Petrus Lombardus. De Sententiae was het belangrijkste dogmatische handboek van die tijd. Tijdens zijn voorbereidingen schreef Duns zijn Lectura, zijn college-aantekeningen bij de tekst van de Sententiae. De cursus die Duns gaf op basis van zijn Lectura, tijdens zijn tweede jaar, maakte veel indruk en hij was direct gevestigd als scherp en oorspronkelijk theoloog. In de herfst van 1302 gaf hij les aan de Universiteit van Parijs over de Sententiae, maar later dat jaar werd hij weggestuurd omdat hij de kant van
paus Bonifatius VIII koos in diens conflict met koning Filips IV van Frankrijk over de kerkgoederen. In 1304 was Duns weer in Parijs.
In 1305 verwierf hij de magistertitel en in 1306 begon hij als hoogleraar. Met een aantal medewerkers maakte hij een officiële uitgave van zijn commentaar op de Sententiae: zijn Ordinatio. Het is onduidelijk waarom hij naar Keulen ging. Op 8 november 1308 overleed Duns, zijn Ordinatio was niet afgewerkt. Zijn leerlingen werkten dit af en rond 1315 was een gecompileerde tekst klaar: de Opus Oxoniense (Oxfords werk). De tekst was echter niet volledig in Oxford geschreven en ook niet volledig van Duns. In 2003 werkte men aan een kritischer editie van de Ordinatio en ook van andere werken: de Opera omnia, uitgegeven door Commissio scotistica (Vaticaanstad 1950- ).

## Duns' theologie en filosofie
Verschillende elementen uit het denken van Scotus kunnen ook voor de hedendaagse systematische theologie een belangrijke bijdrage zijn (zie ook: predestinatie).
Duns Scotus leert dat universalia bestaan. Maar hij begint hun belang te relativeren. De individuele dingen hebben naast hun watheid (quiditas), dat wil zeggen hun deelhebben aan de universalia, ook een ditheid (haecceïtas), namelijk wat zij hier en nu zijn. Daarom beschouwt Duns Scotus hun bestaan als beter dan die van de universalia.
Verder acht hij de wil van groter belang dan het denken. Hij acht de wil vrij. De wil is ook actief en niet zo passief als het denken of intellect, dat de dingen louter in zich opneemt.
Voorts vindt Duns dat de methode en manier van bewijsvoering in de filosofie getoetst moeten worden.

## Werken van en over Duns
De Utrechtse Onderzoeksgroep Johannes Duns Scotus bracht verschillende publicaties over Johannes Duns Scotus, waaronder:
- A. Vos e.a. (red.), Contingentie en vrijheid, Zoetermeer: Meinema, 1992, waarin de filosofisch-theologische basis van Scotus werk centraal staat.
- A. Vos e.a. (red.), Contingeny and Freedom, Dordrecht: Kluwer, 1994, waarin de filosofisch-theologische basis van Scotus werk centraal staat. Bewerkte en uitgebreide vertaling van Contingentie en vrijheid.
- A. Vos e.a. (red.), Teksten over God en werkelijkheid, Zoetermeer: Meinema, 1995, waarin een aantal sleutelteksten uit het werk van Scotus gegeven worden, met commentaar. Hierin komt de theologische ontvouwing van Scotus' inzichten naar voren.
- A. Vos e.a. (red.), Duns Scotus on Divine Love: Texts and Commentary on Goodness and Freedom, God and Humans, Aldershot: Ashgate, 2003. Deze bundel richt zich op het theologisch werk van Duns Scotus.
- A.J. Beck en H. Veldhuis (red.), Geloof geeft te denken. Opstellen over de theologie van Johannes Duns Scotus, Serie Scripta Franciscana, Assen: Van Gorcum, 2005.
- A. Vos, The Philosophy of John Duns Scotus, Edinburgh: Edinburgh University Press, 2006.